# Lipniki (Kamiennik)
Lipniki (deutsch Lindenau) ist ein Dorf der Landgemeinde Kamiennik im Powiat Nyski in der Woiwodschaft Opole in Polen.

## Geographie

### Geographische Lage
Das Angerdorf Lipniki liegt im Südwesten der historischen Region Oberschlesien im Grenzbereich zu Niederschlesien. Der Ort liegt etwa fünf Kilometer südwestlich vom Gemeindesitz Kamiennik, etwa 20 Kilometer nordwestlich der Kreisstadt Nysa und etwa 75 Kilometer südwestlich der Woiwodschaftshauptstadt Opole. Westlich des Dorfes liegt die Grenze zur Woiwodschaft Oppeln.
Lipniki liegt in der Przedgórze Sudeckie (Sudetenvorgebirge) innerhalb der Wzgórza Niemczańsko-Strzelińskie (Nimptsch-Strehlen-Höhen). Das Dorf liegt am Lipnicki Potok (Lindenauer Wasser). Nordöstlich des Dorfes liegt die Quelle der Oława (Ohle).

### Nachbarorte
Nachbarorte von Lipniki sind im Nordosten Chociebórz (Koschpendorf), im Osten Goworowice (Gauers), im Südosten Słupice (Schlaupitz)sowie im Westen Starczówek (Neu Altmannsdorf).

## Geschichte

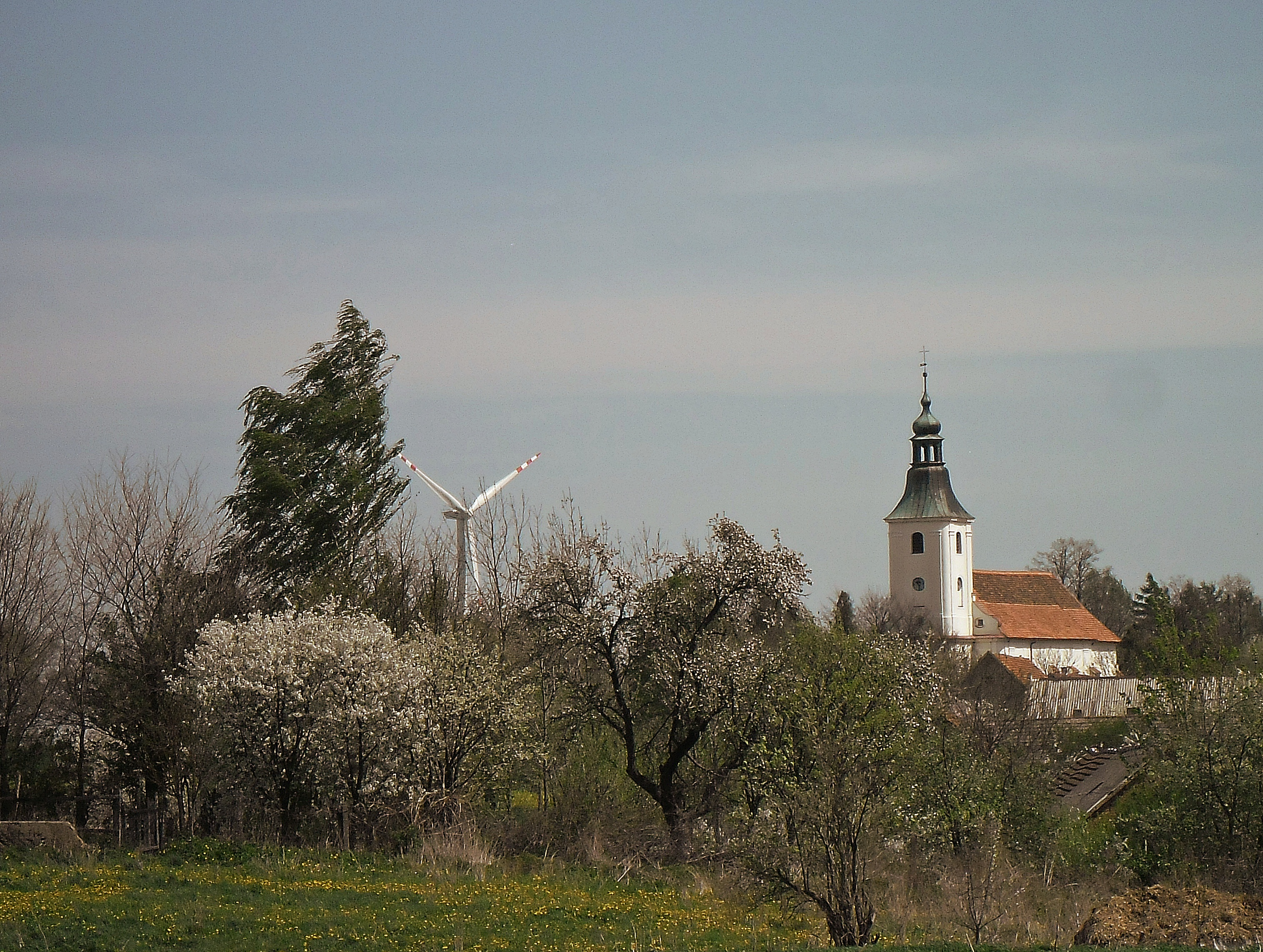
Kirche St. Martin

Das Dorf wurde 1254 erstmals als Lindenaw erwähnt. In dem Werk Liber fundationis episcopatus Vratislaviensis aus den Jahren 1295–1305 wird der Ort als Lindenow erwähnt. 1312 wird das Dorf nach deutschem Recht neu gegründet. Für das Jahr 1360 ist die Ortsbezeichnung Lindenow überliefert.
Nach dem Ersten Schlesischen Krieg 1742 fiel Lindenau mit dem größten Teil Schlesiens an Preußen.
Nach der Neuorganisation der Provinz Schlesien gehörte die Landgemeinde Lindenau ab 1816 zum Landkreis Grottkau im Regierungsbezirk Oppeln. 1845 bestanden im Dorf eine Scholtisei, eine katholische Pfarrkirche, eine katholische Schule, eine Brauerei, eine Brennerei, ein Gasthaus sowie 182 weitere Häuser. Im gleichen Jahr lebten in Lindenau 1122 Menschen, davon fünf evangelisch. 1855 lebten 1269 Menschen in Lindenau. 1865 bestanden im Ort zwei Erbscholtiseien, ein Kretscham, 31 Bauern-, 46 Gärtner- und 57 Häuslerstellen. Die katholische Schule wurde im gleichen Jahr von 294 Schülern besucht. 1874 wurde der Amtsbezirk Lindenau gegründet, welcher aus den Landgemeinden Koschpendorf und Lindenau und dem Gutsbezirk Koschpendorf bestand. 1885 zählte Lindenau 1160 Einwohner.
1933 lebten in Lindenau 910 sowie 1939 848 Einwohner. Kriegsende 1945 gehörte der Ort zum Landkreis Grottkau.
Als Folge des Zweiten Weltkriegs fiel Lindenau 1945 wie der größte Teil Schlesiens unter polnische Verwaltung. Nachfolgend wurde es in Lipniki umbenannt und der Woiwodschaft Schlesien angeschlossen. Die deutsche Bevölkerung wurde weitgehend vertrieben. 1950 wurde es der Woiwodschaft Oppeln eingegliedert. 1999 kam der Ort zum wiedergegründeten Powiat Nyski.

## Sehenswürdigkeiten
- Die römisch-katholische Kirche St. Martin (poln. Kościół św. Marcina) wurde 1289 erwähnt. Die heutige spätbarocke Saalkirche wurde in der Mitte des 18. Jahrhunderts erbaut. 1821 wurde die Kirche saniert. An der Westseite befindet sich der Glockenturm, bekrönt mit einem konkaven geschwungenen Helm im Stil des Barocks. Die Innenausstattung ist im Stil des Spätbarocks und des Rokokos gehalten.[9] Das Gebäude steht seit 1966 unter Denkmalschutz.[10]
- Auf dem Weg in Richtung Ziębice befindet sich ein Grenzstein des ehemaligen Fürstentums Neisse aus dem 16. Jahrhundert.
- Denkmal für die Gefallenen des Ersten und Zweiten Weltkriegs.
- Zweigeschossige Villa im klassizistischen Stil.

## Vereine
- Freiwillige Feuerwehr OSP Lipniki
- Fußballverein LZS Strażak Lipniki

## Persönlichkeiten
- Robert Sabel (1860–1911) – schlesischer Mundartdichter und Schriftsteller
- Alfons Blaeschke (1870–1950) – Dompropst und Generalvikar in Breslau[11]